# North Miami Beach
North Miami Beach è un comune degli Stati Uniti d'America situato nella parte settentrionale della Contea di Miami-Dade dello Stato della Florida: è da non confondere con North Miami, altra città della contea, o North Beach, quartiere di Miami Beach.
Secondo le stime del 2011, la città ha una popolazione di 42.504 abitanti su una superficie di 13,70 km².